# بيرولويجي غاتي
بيرولويجي غاتي (بالإيطالية: Pierluigi Gatti)‏ هو منافس ألعاب قوى إيطالي، ولد في 29 مارس 1938 في Oneglia ‏ في إيطاليا.

## وصلات خارجية
- بيرولويجي غاتي على موقع اللجنة الأولمبية الدولية (الإنجليزية)
- بيرولويجي غاتي على موقع أوليمبيديا (الإنجليزية)